# Distretto di Sarıveliler
Il distretto di Sarıveliler (in turco Sarıveliler ilçesi) è uno dei distretti della provincia di Karaman, in Turchia.